# Krister Hammarbergh
Hans Krister Hammarbergh, ursprungligen Hammarberg, född 12 november 1963 i Luleå domkyrkoförsamling, Norrbottens län, är en svensk politiker (moderat). Han var ordinarie riksdagsledamot 2004–2018, invald för Norrbottens läns valkrets. Hammarbergh var tidigare oppositionsråd i Luleå kommun.[källa behövs]

## Riksdagsledamot
Hammarbergh kandiderade i riksdagsvalet 2002 för Norrbottens läns valkrets och blev ersättare. Han utsågs till ny ordinarie riksdagsledamot från och med 20 juli 2004 sedan Anna Ibrisagic avsagt sig sitt uppdrag. Hammarbergh var därefter ordinarie riksdagsledamot under perioden 2004–2018.
I riksdagen var Hammarbergh ledamot i justitieutskottet 2006–2018 och ledamot i EU-nämnden 2008–2010 (dessutom suppleant i samma utskott 2008 och åter 2014–2018). Han var även suppleant i näringsutskottet, socialförsäkringsutskottet och trafikutskottet, samt deputerad i sammansatta justitie- och socialutskottet. Sedan 2019 är Hammarbergh suppleant i Valprövningsnämnden.